# 戈爾利采縣
戈爾利采縣（波蘭語：Powiat gorlicki），是波蘭的縣份，位於該國東南部，由小波蘭省負責管轄，首府設於戈爾利采，面積967平方公里，2006年人口106,540，人口密度每平方公里110人。